# Corethrella buettikeri
Corethrella buettikeri är en tvåvingeart som beskrevs av Peter Scott Cranston 1980. Corethrella buettikeri ingår i släktet Corethrella och familjen Corethrellidae.
Artens utbredningsområde är Saudiarabien. Inga underarter finns listade i Catalogue of Life.